# David Chytraeus
David Chytraeus, född den 26 februari 1530 i Ingelfingen, död den 25 juni 1600, var en tysk teolog, lärjunge till Martin Luther och Philipp Melanchton. Han tillhörde släkten Chytraeus.
David Chytraeus föddes 1530 i Ingelfingen (grevskap Hohenlohe) i södra Tyskland. Hans far var prästen Matthäus Kochhaf. Som många humanistiskt lärda använde David en grekisk översättning av sitt tyska efternamn. Efter några år i Menzingen, där Chytraeus far var präst, läste han vid universitetet i Tübingen för bland andra Joachim Camerarius, Erhard Schnepf och Jakob Heerbrand. Georg Schwarzerd von Bretten, Philipp Melanchtons bror, rekommenderade Chytraeus, vilket är skälet till att Chytraeus skrevs in som 14-åring vid universitetet i Wittenberg. Efter sina studier i Wittenberg (med kortare vistelser i Heidelberg 1546 och Tübingen 1547) och några år som lärare vid universitet i Wittenberg kallades han som lärare till Rostocks universitet, där han stannade till sin död år 1600. Redan under studieåren i Wittenberg knöt Chytraeus kontakter till svenska studenter, däribland adelsmännen Georg och Karl a Gera eller Martinus Helsingius. Vänskapen med svenska studenter i Tyskland tycks vara huvudskälet för Chytraeus stora betydelse för svensk kyrkohistoria under 1500-talets senare hälft.
Chytraeus utbildade under sin tid som professor vid Rostocks universitet många svenskar, däribland alla sju ärkebiskopar mellan 1574-1646. Dessutom korresponderade han med svenska konungar, adelsmän och svenska teologer. Chytraeus är författare till en lång rad teologiska, pedagogiska och historiska verk. Omkring år 1585 fick han uppdraget av Johan III att införa svensk historia i sina historiska verk. Med konungens samtycke framställer han Sverige som ett evangeliskt rike sedan Gustav Vasa. Ett av hans centrala verk är "Historia der Augspurgischen Confession", där han ger en överblick om augsburgska bekännelsens historia. Han likställer augsburgska bekännelsen med de tre fornkyrkliga bekännelser. CA (Confessio Augustana = augsburgska bekännelsen) räknas som det fjärde symbolum. Denna syn överfördes genom Chytraeus lärjungar till Sverige; det mest tydliga tecknet för detta är Uppsalamötets beslut 1593, som har samma syn på bekännelsen som David Chytraeus. Synoden och riksdagen i Uppsala 1593 präglas således av en reception av Chytraeus teologi, vilket främst beror på att Chytraeus lärjungar innehade alla nyckelpositioner vid Uppsala möte. Till skillnad från en rad andra samtida tyska lutherska teologer representerar Chytraeus en irenisk teologi. Under sina sista levnadsårtionden drar sig Chytraeus allt mera tillbaka från tidens kontroversteologiska diskurser och förespråkar snarare "die Liebe zu den Dissentierenden", eller kärlek till dem som har andra teologiska åsikter. Chytraeus teologi är således måttligt ortodox, han gör inga större skillnader mellan Luther och Melanchton. Förutom att han var lärare till många svenska teologer tycks detta vara huvudskälet för betydelsen han fick för Sverige. Liksom Chytraeus såg den svenska reformationen Luther och Melanchton som två kompletterande delar och inte som två skilda vägar som till exempel Matthias Flacius Illyricus och gnesiolutheranerna.

## Verk i urval
- Catechismus. Rostock 1554
- Regulae vitae. Wittenberg 1555
- Praecepta rhetoricae inventionis. Wittenberg 1556
- Onomasticon theologicum. Wittenberg 1557
- Oratio de Studio Theologiae recte inchoando. Wittenberg 1560
- Oratio Davidis Cythrai in repetitionem locorum communium Domini Philippi, habita Vuitebergae Anno Christi. 1549. In: Selectarum Declamationum Professorum Academiae Ienensis. Tomus Primus/ utgiven av Johannes Goniaeus (Richard). Argentorati 1554
- Tabula philosophorum sive series philosophorum et sectarum eorum praecipuarum a Thale et Socrate usque ad Ciceronem
- De studio dialecticae recte instituendo
- De lectione historiarum recte instituenda. Rostock 1565
- (i samband med Christoph Reuter): Christliche Kirchen Agenda. Wie die bey den zweyen Ständen der Herrn und Ritterschafft, im Ertzhertzogthumb Oesterreich unter der Enns, gebraucht wirdt. 1571
- De ratione discendi et ordine studiorum. 1574
- De statu ecclesiarum hoc tempore in Graecia, Asia, Ungeria Boemia [...]. Straßburg 1574
- Oratio de statu ecclesiae in Graecia, Asia, Africa, Bohemia etc. 1575
- Historia Augustanae Confessionis 1578.
- (tysk version.:) Historia der Augspurgischen Confession: Wie sie erstlich berahtschlagt, verfasset, und Keiser Carolo V. ubergeben ist, sampt andern Religions handlungen, so sich dabey auff dem Reichstag zu Augspurg, anno 1530 zugetragen. Rostock 1586
- Chronicon Saxoniae
- De Vandaliae et Saxoniae Alberti Crantzii continuatio. Wittenberg 1586
- Opera theologica. Leipzig 1599